# Gorkhaland

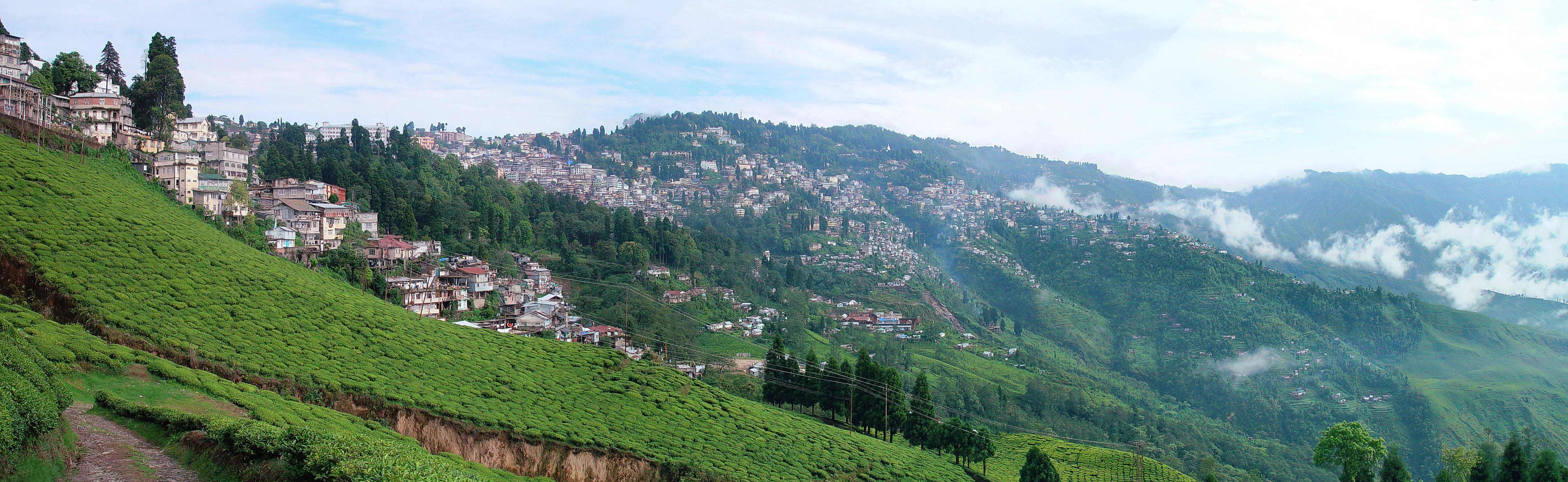
Darjeeling, Heimat der Gorkhaland-Autonomiebewegung

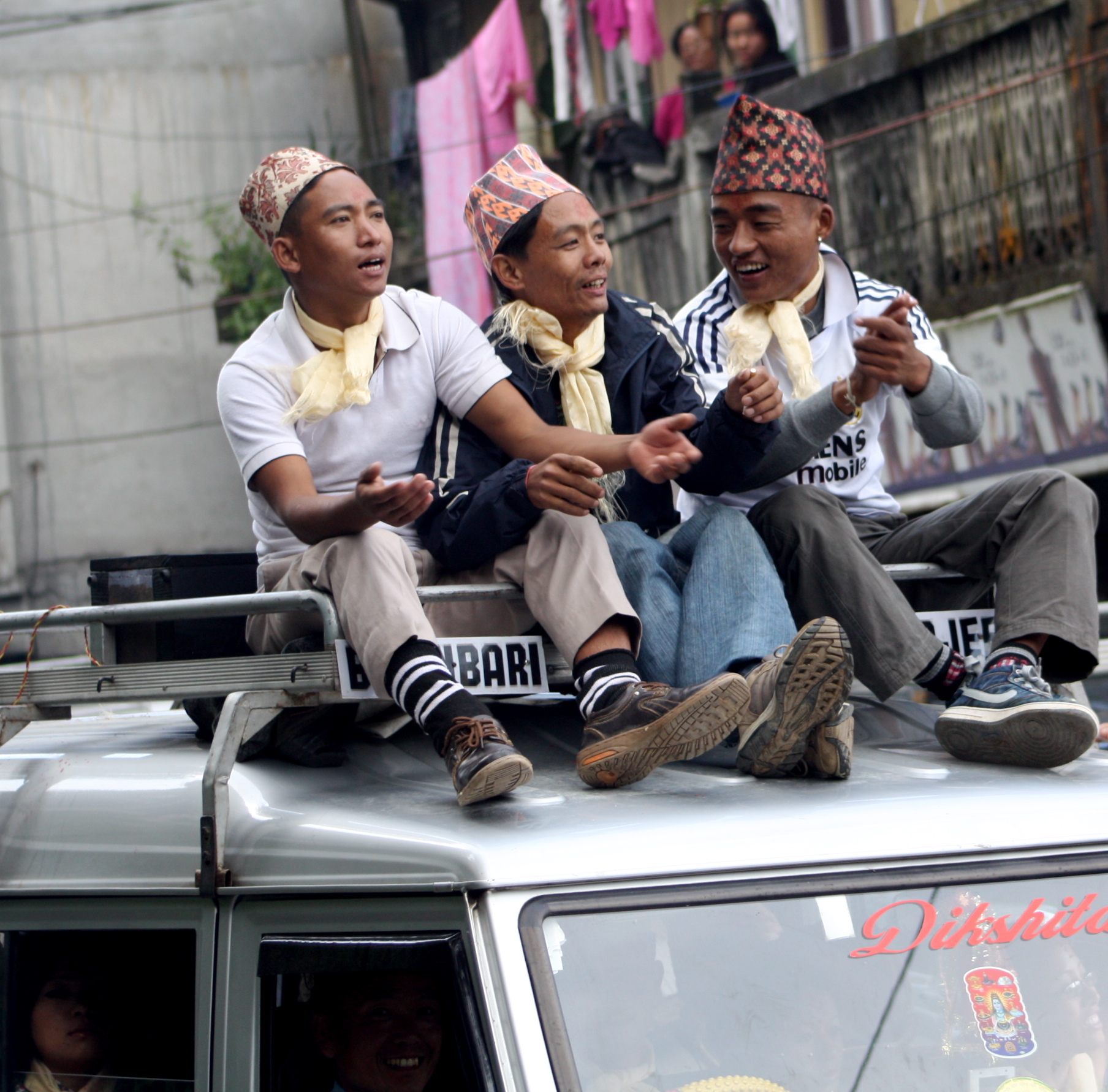
Singende Gurkhas in Darjeeling

Gorkhaland (Nepali: गोर्खाल्याण्ड gorkhālyāṇḍ) ist der Name eines postulierten neuen Staates in Indien, der von den dort lebenden Nepalesen/Gorkhas gefordert wird. Gorkhaland liegt im Norden Westbengalens. Einen großen Teil davon macht der Distrikt Darjeeling aus.
Die Mehrheit der Bevölkerung Darjeelings und anderer Gebiete im Norden Westbengalens besteht aus nepalesischstämmigen Gorkha. Seit den 1980er Jahren fordern mehrere miteinander konkurrierende Separatistenbewegungen ein autonomes „Gorkhaland“ und die Unabhängigkeit von Westbengalen.
Im Sommer 2017 hat ein 104 Tage andauernder Generalstreik für einen unabhängigen indischen Staat Gorkhaland zu erheblichen Schäden in den Tee-Plantagen geführt.